# Masato Morishige
Masato Morishige (森重 真人 Morishige Masato), född den 21 maj 1987 i Asakita-ku, Hiroshima, är en japansk fotbollsspelare som sedan 2010 spelar i den japanska klubben FC Tokyo i ligan J. League. 

## Meriter
Oita Trinita
- J. League Cup (1) : 2008

F.C. Tokyo
- J. League Division 2 (1) : 2011
- Emperor's Cup (1) : 2011
- Suruga Bank Championship (1) : 2010